# 추출, 변환, 적재

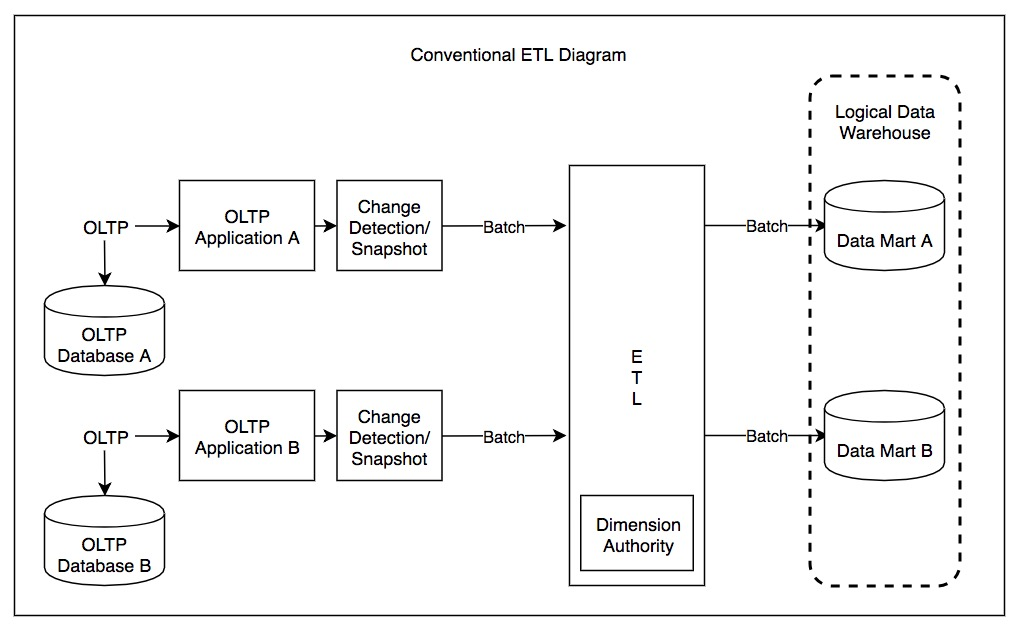
전통적인 ETL 다이어그램

추출, 변환, 적재(extract, transform, load, ETL)는 컴퓨팅에서 데이터베이스 이용의 한 과정으로 특히 데이터 웨어하우스에서 다음을 아우른다:
- 동일 기종 또는 타기종의 데이터 소스로부터 데이터를 추출한다.
- 조회 또는 분석을 목적으로 적절한 포맷이나 구조로 데이터를 저장하기 위해 데이터를 변환한다.
- 최종 대상(데이터베이스, 특히 운영 데이터 스토어, 데이터 마트, 데이터 웨어하우스)으로 변환 데이터를 적재한다.

## 오픈 소스 도구
- Talend Open Studio for Data Integration.
- Pentaho Data Integration
- Jaspersoft ETL 보관됨 2016-02-23 - 웨이백 머신
- KNIME
- Apache NIFI
- Rhino ETL
- StreamSets
- InnoQuartz ETL

## 상용 도구
상업적으로 이용 가능한 ETL 도구는 다음을 포함한다.
- Adeptia
- Alooma 보관됨 2016-02-20 - 웨이백 머신
- Analytics Canvas
- Anatella
- Alteryx
- Benetl (프리웨어)
- Boomi (델)
- CampaignRunner
- ESF Database Migration Toolkit
- Informatica PowerCenter
- Talend
- InnoQuartz
- IBM 인포스피어 데이터스테이지
- Ab Initio
- 오라클 데이터 인티그레이터 (ODI)
- 오라클 웨어하우스 빌더 (OWB)
- 마이크로소프트 SQL 서버 인티그레이션 서비스 (SSIS)
- Tomahawk Business Integrator (Novasoft Technologies)
- Pentaho Data Integration (or Kettle)
- Stambia
- Diyotta DI-SUITE for Modern Data Integration
- FlyData
- SAP 비즈니스 오브젝트 데이터 서비스
- SAS Data Integration Studio
- Skyvia
- SnapLogic
- Clover ETL
- SQ-ALL
- North Concepts Data Pipeline
- TeraStream (국산)
- Simple Data Integrator

## 같이 보기
- 데이터 이관